# Athletics Bologna Baseball
Gli Athletics Bologna Baseball sono una società italiana di baseball con sede a Bologna, fondata nel 1984 e attualmente militante nel Campionato italiano di Serie A organizzato dalla Federazione Italiana Baseball Softball.

## Storia
Gli Athletics Bologna sono nati nei primi anni Ottanta, su iniziativa di alcuni appassionati di baseball bolognesi. Venne scelto come emblema la scritta A's (bianca a bordo giallo). Le prime formazioni, che disputarono i campionati dal 1984 al 1987 presso il Centro Sportivo Barca di Bologna, comprendevano giocatori che avevano disputato precedentemente la serie A ed indossato anche la casacca della Nazionale (tra questi, Gianni Lercker e Roberto Saletti) insieme a giovani promesse. Questi ultimi, con il passare delle stagioni agonistiche, non hanno mai abbandonato definitivamente il campo perché successivamente hanno svolto anche il ruolo di dirigente. La permanenza al Centro Sportivo Barca produsse però delle problematiche, ragion per cui appena il quartiere San Donato mise a disposizione un terreno per costruire il campo, la società si buttò con impegno in quest'avventura e, nel giro di alcuni anni e grazie al lavoro di tante persone (dirigenti, tecnici, giocatori, genitori, semplici simpatizzanti), venne costruito l'attuale impianto di gioco Stadio Baseball Pilastro. Nel contempo, la dirigenza si mise in luce organizzando subito eventi importanti, come per esempio la prima tournée della nazionale sovietica di baseball nel 1988. La società mise in piedi, in breve tempo, un grosso settore giovanile, raggiungendo anche buoni risultati tecnici. Nel 1992, la prima squadra raggiungeva la serie B, ma di lì a un anno gli Athletics Bologna Baseball dovettero essere rifondati da quello che ancora oggi è il gruppo dirigente. Da allora e fino ad oggi, la società, che collabora strettamente con la sezione baseball della Società di Educazione Fisica Virtus, ha continuato a lavorare nelle scuole del quartiere ed ha ripreso la sua tradizionale attività con i giovani. Nel 1997, la squadra seniores riusciva a calcare nuovamente i diamanti del campionato di serie B, vincendo la Coppa Italia di Categoria nel 2004, e partecipando per la prima volta al campionato di Serie A2 nel 2011 in cui ha militato fino al 2021 dove invece parteciperà, per la prima volta nella sua storia, al campionato di Serie A nel quale, nel 2025 ha ottenuto la sua prima qualificazione ad un playoff scudetto. Nel 1997 è iniziata anche l'avventura del baseball indoor, un movimento che gli Athletics hanno portato avanti con decisione e che in pochi anni ha dato grandi riscontri in termini di partecipazione. La testimonianza sull'importanza che la Società ha dedicato al settore giovanile è data dalle numerose squadre messe in campo in ogni stagione sportiva, dalla partecipazione a numerosi tornei di grande prestigio e da diversi giocatori cresciuti nel vivaio gialloverde che hanno ricevuto la convocazione per le nazionali giovanili di categoria
oppure per le selezioni regionali Emilia-Romagna di categoria, che offrono agli atleti l'opportunità di raggiungere le Little League World Series che si disputano negli Stati Uniti a Williamsport in Pennsylvania, per infine raggiungere il livello di Serie A. Nel 2009 la squadra Under 16 ha ottenuto la vittoria del Campionato Nazionale.

## La Serie A
Gli Athletics Bologna Baseball disputano per la prima volta nella loro storia il massimo campionato federale nel 2011. Dopo questa prima esperienza, nel 2012 ottengono il settimo posto finale che consente di disputare il Campionato di Serie A2 anche nella stagione 2013, dove conquistano per la prima volta la qualificazione alla fase di PlayOff. Successivamente, superando prima la fase di Concentramento dei Quarti di Finale e poi la Semifinale disputano la Serie di Finale contro il Padova, classificandosi al secondo posto. Nel 2014, 2015, 2018 e nel 2019 si sono qualificati nuovamente per la fase PlayOff. 
Nel 2021, con l'unificazione di serie A1 e A2 baseball in un unico campionato, che ha visto partecipare 33 squadre tra le ex della massima serie e della ex serie "cadetta", gli Athletics Bologna Baseball affrontano per la prima volta nella loro storia la Serie A, campionato nel quale militano tuttora Serie A (baseball). Nel 2025 ottengono per la prima volta nella loro storia la qualificazione ai playoff scudetto 

## Organigramma Serie A
- Presidente: Massimo Meo
- Direttore Sportivo: Marco Martini
- Safeguarding: Michele Morselli
- Dirigenti Accompagnatori: Marco Ballestri, Franco Del Priore
- Classificatore di Squadra: Franco Del Priore
- Preparatore Atletico: Michele Venturi
- Addetto Stampa: Mirco Monda
- Social Media Manager: Alessandro Montanari

## Roster Serie A 2025

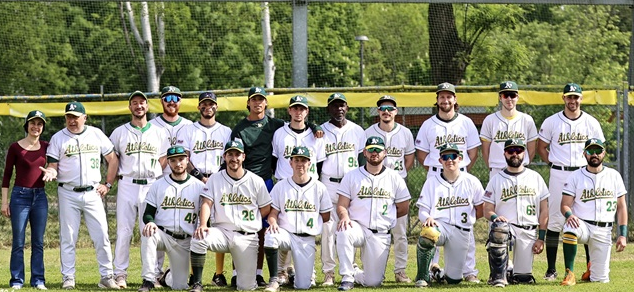
La formazione degli Athletics Bologna che ha disputato il campionato italiano di Serie A nel 2025 e che per la prima volta nella storia della società ha ottenuto la qualificazione ai Playoff Scudetto

## I Campi da Gioco

### Il Pilastro
Lo Stadio Baseball Pilastro è il campo principale degli Athletics Bologna Baseball. Utilizzato da tutte le categorie (ragazzi a parte) per allenamenti e partite, misura 98 metri ai lati e 115 metri al centro. L'impianto è dotato di una gradinata, posizionata dietro il piatto di Casa Base, per poter ospitare circa 200 spettatori a sedere. Omologato per la Serie A, ospita anche le squadre giovanili per allenamenti e partite.

### Il Copernico
Il campetto da baseball del Copernico è stato completato nel 2009 e ufficialmente inaugurato con il torneo In e Out del 27 Marzo 2011. Usato principalmente dalla categoria ragazzi, può facilmente ospitare anche il Minibaseball. Costruito su misura per le categorie più giovani, provvisto anche di monte di lancio, dugout e pochi posti a sedere, è situato dietro la palestra del Liceo Scientifico Niccolò Copernico di Bologna, al quale deve il nome.

## La Winter League
Da sempre dirigenti e tecnici di baseball si sono posti il problema di come fare attività d'inverno. In Italia l'esigenza più sentita era rivolta invece verso i bambini: sia perché gli impianti eventualmente disponibili sono molto più piccoli e quindi più adeguati alle dimensioni ridotte dei campi da loro normalmente utilizzati e sia perché era più sentita soprattutto per loro l'esigenza di dare stimoli sul piano del gioco. L'ostacolo maggiore era l'accesso ad impianti adeguati anche per i materiali che normalmente vengono utilizzati nel baseball. Dopo qualche sporadico tentativo fatto nei primi anni '90 in diverse zone del Nord, gli Athletics di Bologna nel 1997/1998 si assunsero l'onere di dare spinta al movimento indoor, organizzando la prima Winter League, o Lega invernale. La soluzione a tutti i problemi fu trovata nel fare un salto di qualità dal punto di vista dell'immagine per creare interesse intorno all'evento, sul presupposto che anche in questo modo i ragazzi potessero trovare maggiore gratificazione e coinvolgimento verso lo sport che praticavano. In pratica venne realizzato un vero e proprio campionato di baseball giovanile a tutti gli effetti, ove, a differenza purtroppo di quanto avviene nei normali campionati federali, venissero curati al meglio gli aspetti organizzativi, adattate le regole ed i materiali utilizzati alla realtà' degli impianti al coperto, con una particolare attenzione alla sicurezza dei piccoli protagonisti, e garantito un adeguato supporto informativo costante e continuo, che sfruttando soprattutto le potenzialità di Internet diede impulso a tutti coloro che hanno sostenuto l'evento in questi 5 anni di attività. Dopo tre anni di attività a livello emiliano, nel 2001 la Winter League ha tentato il grosso salto di qualità, ponendosi come esperienza a livello nazionale. Con 28 squadre partecipanti, 70 partite giocate e 400 ragazzi coinvolti il torneo si è rivelato una delle più grosse iniziative dell'anno a livello giovanile. Le finali nazionali disputatesi a Bologna il 28 febbraio coinvolsero un pubblico notevole (mille spettatori), creando un grande coinvolgimento emotivo in tutti coloro che vi presero parte, a qualsiasi titolo. Nel 2002 l'esperienza viene riproposta, affinata in molte sue parti, sempre con l'obiettivo di espanderla ulteriormente in tutte quelle zone del nord in cui la sua pratica strutturata e non occasionale potrebbe dare un'ulteriore spinta alla rinascita del baseball in Italia. Nonostante lo stop forzato a causa del Covid, la Winter League è riuscita ugualmente a ripartire ed a mantenere inalterati i suoi principi e soprattutto il suo coinvolgimento.

## Numeri ritirati
| # 27                  |
| Vittorio Depau 2B     |
| # 35                  |
| Dimes Gamberini Coach |